# Hertha Peters
Hertha Peters, geb. Karsten, (* 21. April 1905 in Peine; † 1. September 1987 in Peine) war eine deutsche Kommunalpolitikerin und erste Landrätin in Niedersachsen. Ihr älterer Bruder war der Reichstagsabgeordnete sowie SPD, USPD und SED-Politiker August Karsten.

## Leben
Hertha Peters, die einer streng sozialistisch geprägten Peiner Arbeiterfamilie entstammte, besuchte von 1911 bis 1919 die Bodenstedtschule und absolvierte anschließend eine kaufmännische Lehre. Nach einigen Erwerbsjahren in Hamburg und Holstein kehrte sie 1926 nach Peine zurück und arbeitete hier im Büro der Peiner Konsumgenossenschaft. Am 3. Juni 1933 heiratete sie den Buchdruckermeister Kurt Peters (1906–2002). Von 1939 bis 1965 war sie bei der Stadt Peine beschäftigt und dort zudem ab 1946 fast ununterbrochen Vorsitzende der Personalvertretung.
Mit 18 Jahren trat Hertha Peters in die SPD ein. Am 12. März 1933 wurde sie in die Gemeindevertretung der Stadt Peine gewählt. Die Nationalsozialisten lösten jedoch die erste Ratssitzung auf und verboten ihr jegliche politische Tätigkeit.
Nach dem Zweiten Weltkrieg knüpfte sie an den Beginn ihres kommunalpolitischen Engagements in den Weimarer Jahren an. Hertha Peters gehörte von 1948 bis 1952 und von 1961 bis 1976 dem Kreistag des Landkreises Peine an. Von 1964 bis 1972 war sie als Landrätin oberste Repräsentantin des Landkreises. Als erste Landrätin in Niedersachsen und zeitweise einzige amtierende Landrätin deutschlandweit setzte Hertha Peters auch überregionale Maßstäbe. Den Bau des 1971 eröffneten Kreiskrankenhauses Peine bezeichnete sie selbst als ihren größten politischen Erfolg.

## Ehrungen

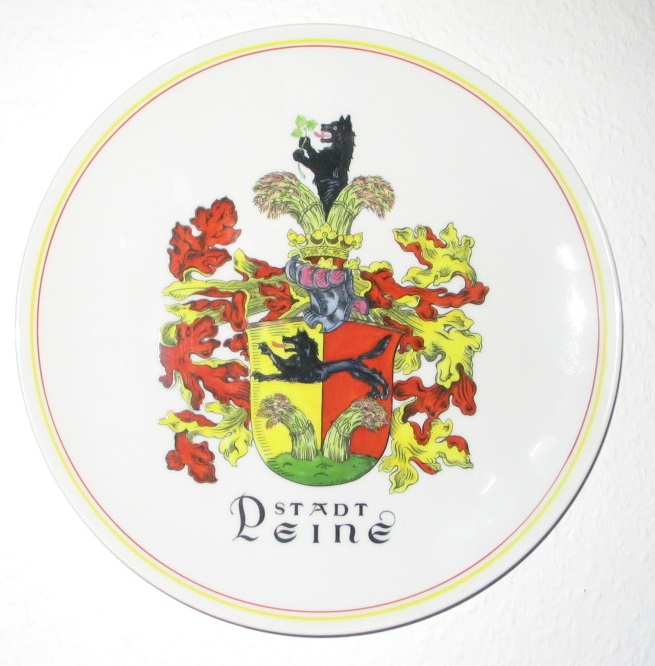
Wappenteller der Stadt Peine

- 1965 erhielt sie für ihre Verdienste den Wappenteller der Stadt Peine.[4]
- Am 19. Januar 1977 wurde ihr das Verdienstkreuz am Bande des Verdienstordens der Bundesrepublik Deutschland verliehen.[4]
- Die am 29. Juni 1988 eingeweihte Brücke über den Mittellandkanal zum Kreiskrankenhaus und zum Naherholungsgebiet Gräwig erhält den Namen „Hertha-Peters-Brücke“.[5][6][7][8]
- Am 1. September 2012 wurde vom Landesfrauenrat Niedersachsen in Peine der frauenORT Hertha Peters eröffnet.[9]